# Phisis
Phisis is een geslacht van rechtvleugeligen uit de familie sabelsprinkhanen (Tettigoniidae). De wetenschappelijke naam van dit geslacht is voor het eerst geldig gepubliceerd in 1861 door Stål.

## Soorten
Het geslacht Phisis omvat de volgende soorten:
- Phisis africana Karny, 1907
- Phisis chirolobata Jin, 1992
- Phisis cyclolobata Jin, 1992
- Phisis eurylobata Jin, 1992
- Phisis hirundocaudata Jin, 1992
- Phisis holdhausi Karny, 1926
- Phisis jinae Rentz, 2001
- Phisis longilobata Jin, 1992
- Phisis meiolobata Jin, 1992
- Phisis minor Kevan, 1992
- Phisis pallida Walker, 1869
- Phisis parapallida Jin, 1992
- Phisis parva Kevan, 1992
- Phisis pectinata Guérin-Méneville, 1832
- Phisis peregrina Karny, 1926
- Phisis pseudopallida Jin, 1992
- Phisis rani Gorochov, 2005
- Phisis sinuata Jin, 1992
- Phisis stenolobata Jin, 1992
- Phisis tolensis Kevan, 1992
- Phisis trigonella Jin, 1992
- Phisis trigoniata Jin, 1992
- Phisis vittata Kevan, 1992
- Phisis willemsei Kevan, 1987